# Hartley Power
Hartley Power (New York, 14 marzo 1894 – Londra, 29 gennaio 1966) è stato un attore statunitense.

## Biografia
Attivo come attore fin dagli anni Trenta nel cinema. Ha recitato in decine di pellicole, fra le quali Vacanze romane. Dagli anni Cinquanta ha recitato anche in film e serie per la televisione.

## Filmografia parziale

### Cinema
- Down River, regia di Peter Godfrey (1931)
- Leave It to Smith, regia di Tom Walls (1933)
- Return to yesterday, regia di Robert Stevenson (1940)
- Incubi notturni (Dead of Night), regia di Alberto Cavalcanti, Charles Crichton, Basil Dearden e Robert Hamer (1945)
- Vacanze romane (Roman holiday), regia di William Wyler (1953)
- Il forestiero (The Million Pound Note), regia di Ronald Neame (1954)
- To Dorothy a son, regia di Muriel Box (1954)
- L'isola nel sole (Isle in the Sun), regia di Robert Rossen (1957)

### Televisione
- Carissima, film tv	(1950)
- The Man with the Gun, film tv (1952)
- Douglas Fairbanks, Jr., Presents, serie tv, 2 episodi (1954-1955)